# The Sacred Turquoise of the Zuni
The Sacred Turquoise of the Zuni è un cortometraggio muto del 1910 diretto da Sidney Olcott.

## Produzione
Il film fu prodotto dalla Kalem Company. Venne girato a Fort Lee, nel New Jersey.

## Distribuzione
Distribuito dalla Kalem Company, il film - un cortometraggio di una bobina - uscì nelle sale cinematografiche USA il 27 aprile 1910.